# Костас Папаниколау
Константинос „Костас“ Папаниколау (грч. Κωνσταντίνος "Κώστας" Παπανικολάου; Трикала, 1. август 1990) грчки је кошаркаш. Игра на позицији крила, а тренутно наступа за Олимпијакос.

## Клупска каријера
Прве кошаркашке кораке је направио у Протеи из Гребена, места у коме је одрастао. Папаниколау је свој деби у професионалној кошарци имао као играч Ариса из Солуна у сезони 2008/09. У истој сезони је проглашен за најкориснијег играча грчког ол-стара за младе играче и за најбољег младог грчког играча.
У септембру 2009. потписао је петогодишњи уговор са Олимпијакосом. Са клубом из Пиреја освојио је две узастопне Евролиге (2012. и 2013). Добио је признање за Евролигину звезду у успону у сезони 2012/13. Одабран је на НБА драфту 2012. као 48. пик од стране Њујорк никса. Три недеље касније, права на њега су мењана у Портланд трејлблејзерсе.
У јулу 2013. потписао је четворогодишњи уговор са Барселоном. У Барселони је провео сезону 2013/14. у којој је освојио шпанску АЦБ лигу. Након тога је отишао у НБА, где је био играч Хјустон рокетса и Денвер нагетса. Вратио се у Олимпијакос у јануару 2016. године.

## Репрезентација
Папаниколау је играо за млађе репрезентације Грчке и са њима је освајао златне медаље са тимовима до 18 и 20 година. Свој деби у сениорском тиму је имао у августу 2009. на пријатељској утакмици. За сениорску репрезентацију Грчке је наступио на пет Европских првенстава (2011, 2013, 2015, 2017. и 2022) као и на три Светска првенства (2014, 2019. и 2023).

## Успеси

### Клупски
- Олимпијакос:
  - Евролига (2): 2011/12, 2012/13.
  - Првенство Грчке (4): 2011/12, 2015/16, 2021/22, 2022/23.
  - Куп Грчке (4): 2010, 2011, 2022, 2023.
  - Суперкуп Грчке (2): 2022, 2023.

- Барселона:
  - Првенство Шпаније (1): 2013/14.

### Репрезентативни
- Европско првенство до 18 година:  2007,  2008.
- Кошаркашки турнир Алберт Швајцер:  2008.
- Светско првенство до 19 година:  2009.
- Европско првенство до 20 година:  2009,  2010.

### Појединачни
- Најкориснији играч Светског првенства до 19 година (1): 2009.
- Најбољи млади играч првенства Грчке (2): 2008/09, 2011/12.
- Звезда у успону Евролиге (1): 2012/13.